# Cartoon Network (Coreia do Sul)

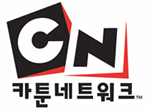
Logo usado entre 2006 até 2011.

Cartoon Network Coreia do Sul é um canal de televisão por assinatura e satélite de propriedade da Turner Broadcasting, uma unidade da Time Warner. O canal foi lançado dia 11 de novembro de 2006. A programação do Cartoon Network sul-coreano é baseada em animes e nas séries originais do canal.

## História

### 1995-2006
Em 1995, Orion Cartoon Network foi lançado. O logotipo do canal não tinha nada a ver com a do Cartoon Network, invés disso usou o logo da Orion com o texto 오리온카툰네트워크 ao lado dele. O canal foi renomeado para Tooniverse em 1999. O canal rebaptizado, exibiu um bloco do Cartoon Network até dezembro de 2002, quando o contrato se expirou. Ao mesmo tempo, CSTV começou a distribuir a versão do Sudeste Asiático do canal, mas somente em inglês, porque as leis coreanas proíbem os canais fora da Coreia do Sul a não transportar áudio coreano ou legendas no território sul-coreano. Anteriormente, a versão japonesa foi retransmitida em determinados provedores de TV a cabo.
Em 12 de julho de 2006, a Turner e JoongAng Media Network assinaram um acordo para lançar a versão coreana do canal.

### 2006–2008: Era City
Em 11 de novembro de 2006 o canal foi lançado, substituindo a versão do Sudeste Asiático a certos fornecedores sul-coreanos (o processo não foi concluído até 2011). Na primeira vez, os bumpers foram substituídos por animações em 3-D da era 'city' dos desenhos do Cartoon Network. Séries específicas com bumpers foram substituídas por animações em 3-D de uma cena bem conhecida de algum programa especial (exemplo.: a de Dexter's Laboratory, onde um bumper seria a característica da casa de Dexter, em Powerpuff Girls um bumper seria característica mais provável que o agregado familiar PPG, e assim por diante). O logotipo retro, de tabuleiro de xadrez foi substituído com o logo actual do 'CN'. Em 2006, novas séries originais do Cartoon Network estrearam, incluindo Robotboy, The Life and Times of Juniper Lee, Camp Lazlo, Hi Hi Puffy Ami Yumi, My Gym Partner's a Monkey e Squirrel Boy. O Cartoon Cartoons apelido usado anteriormente para as séries originais do Cartoon Network, também foi abandonada em 2006.

### 2008–2011: Era New Wave
Em 31 de agosto de 2008, o formato dos bumpers e comerciais do Cartoon Network tinham mudado, e o Cartoon Network Theatre e Fridays Flicks foram renomeados para Cartoon Network Popcorn. Assim feito no Cartoon Network (Ásia), com o principal tema visual que é a recorrente 'linha dinâmica' no site oficial do canal e também em toda a Estação de IDs, bumpers, etc. Durante a Era New Wave, muitas da séries de comédia do Cartoon Network (como Foster's Home for Imaginary Friends e Camp Lazlo), que eram populares nos meados da década de 2000, estavam sendo mostradas com muito menos frequência no canal, abrindo caminho para mais animes (como Kiteretsu Daihyakka, Powerpuff Girls Z e Kaibutsu-kun) e programas voltados para a acção (como Ben 10, Ben 10: Alien Force e Secret Saturdays).

### 2011–actual: Era Exciting Fun
Em 1 de outubro de 2011, o Cartoon Network Coreia do Sul foi mudado para CHECK it./It's a Fun Thing no seu slogan, 신나는 재미 (Diversão emocionante).